# Neder-Silezisch voetbalkampioenschap 1931/32
In 1931/32 werd het 21ste Neder-Silezisch voetbalkampioenschap gespeeld, dat georganiseerd werd door de Zuidoost-Duitse voetbalbond. 
VfB Liegnitz werd kampioen en Grünberger Sportfreunde vicekampioen. Beide clubs plaatsten zich voor de Zuidoost-Duitse eindronde. Net als vorig jaar werden de clubs uit Bergland, Neder-Silezië en Opper-Lausitz in een aparte groep gezet. Terwijl de drie sterkste competities speelden voor de titel kon de groepswinnaar van de andere groep enkel kans maken op een ticket voor de nationale eindronde. Liegnitz werd groepswinnaar en Grünberg derde. Hierdoor maakte Liegnitz nog kans op deelname aan de eindronde om de landstitel door een barragewedstrijd tegen Breslauer SC 08. De club verloor beide wedstrijden. 
De Bezirksliga werd nu de A-Klasse en de 1. Klasse werd de B-Klasse. 

## A-Klasse
| Plaats | Club                               | Wed. | W | G | V | Saldo | Ptn   |
| ------ | ---------------------------------- | ---- | - | - | - | ----- | ----- |
| 1.     | VfB Liegnitz                       | 14   | 9 | 2 | 3 | 43:27 | 20:8  |
| 2.     | Vereinigte Grünberger Sportfreunde | 14   | 9 | 1 | 4 | 44:19 | 19:9  |
| 3.     | SC Jauer                           | 14   | 7 | 3 | 4 | 34:29 | 17:11 |
| 4.     | FC Blitz 03 Liegnitz               | 14   | 5 | 4 | 5 | 26:32 | 14:14 |
| 5.     | SC Schlesien Haynau                | 14   | 5 | 3 | 6 | 31:37 | 13:15 |
| 6.     | SC Preußen 1911 Glogau             | 14   | 4 | 3 | 7 | 41:39 | 11:17 |
| 7.     | DSC Neusalz                        | 14   | 4 | 1 | 9 | 31:38 | 9:19  |
| 8.     | SpVgg 1896 Liegnitz                | 14   | 4 | 1 | 9 | 31:60 | 9:19  |

|  | Kampioen, geplaatst voor Zuidoost-Duitse eindronde |
|  | Geplaatst voor Zuidoost-Duitse eindronde           |
|  | Wedstrijd om de zevende plaats                     |

Play-off
|               |             |       |                     |        |
| 13 maart 1932 | DSC Neusalz | 4 – 1 | SpVgg 1896 Liegnitz | Glogau |
| 13 maart 1932 |             |       |                     | Glogau |

De verliezer nam deel aan de promotie/degradatie-eindronde. 

## B-Klasse

### Gau Glogau

#### Nordkreis
| Plaats | Club                            | Wed. | W | G | V | Saldo | Ptn   |
| ------ | ------------------------------- | ---- | - | - | - | ----- | ----- |
| 1.     | SV Falke Züllichau              | 10   | 8 | 1 | 1 | 36:20 | 17:03 |
| 2.     | DSC Neusalz II                  | 10   | 6 | 1 | 3 | 32:19 | 13:07 |
| 3.     | Vgt. Grünberger Sportfreunde II | 10   | 4 | 1 | 5 | 19:20 | 09:11 |
| 4.     | VfB Unruhstadt                  | 10   | 3 | 1 | 6 | 14:25 | 07:13 |
| 5.     | SpVgg Blau-Weiß Züllichau       | 9    | 4 | 0 | 5 | 14:20 | 08:10 |
| 6.     | VfB Deutsch Wartenberg          | 9    | 2 | 0 | 7 | 14:25 | 04:14 |

|  | Geplaatst voor eindronde |
|  | Degradatie play-off      |

#### Südkreis
| Plaats | Club                      | Wed. | W | G | V | Saldo | Ptn   |
| ------ | ------------------------- | ---- | - | - | - | ----- | ----- |
| 1.     | SC Preußen 1911 Glogau II | 10   | 5 | 2 | 3 | 32:15 | 12:08 |
| 2.     | SuTV Fraustadt            | 10   | 6 | 0 | 4 | 19:14 | 12:08 |
| 3.     | SV Primkenau              | 10   | 4 | 3 | 3 | 23:21 | 11:09 |
| 4.     | SC Kusser                 | 10   | 5 | 0 | 5 | 23:17 | 10:10 |
| 5.     | SV Frisch Auf Beichau     | 10   | 4 | 2 | 4 | 21:29 | 10:10 |
| 6.     | Glogauer SV 1921          | 10   | 1 | 3 | 6 | 14:36 | 05:15 |

|  | Geplaatst voor eindronde |
|  | Degradatie play-off      |

#### Eindronde

##### Titel
| Plaats | Club                      | Wed. | W | G | V | Saldo | Ptn   |
| ------ | ------------------------- | ---- | - | - | - | ----- | ----- |
| 1.     | SuTV Fraustadt            | 5    | 4 | 0 | 1 | 14:10 | 08:02 |
| 2.     | SC Preußen 1911 Glogau II | 6    | 3 | 1 | 2 | 18:15 | 07:05 |
| 3.     | SV Falke Züllichau        | 6    | 2 | 0 | 4 | 11:14 | 04:08 |
| 4.     | DSC Neusalz II            | 5    | 1 | 1 | 3 | 09:13 | 03:07 |

|  | Geplaatst voor eindronde |

##### Degradatie play-off
| Team 1           | Team 2                 | Wed 1 | Wed 2 | Wed 3      |
| ---------------- | ---------------------- | ----- | ----- | ---------- |
| Glogauer SV 1921 | VfB Deutsch Wartenberg | 1 - 0 | 4 - 6 | 2 3 (n.v.) |

De verliezer speelt nog tegen de kampioen van de derde klasse voor het behoud. 

##### Promotie/Degradatie play-off
| Team 1           | Team 2        | Wed 1 | Wed 2 |
| ---------------- | ------------- | ----- | ----- |
| Glogauer SV 1921 | SV Rauschwitz | 4 - 7 | 1 - 4 |

### Gau Liegnitz
| Plaats | Club                             | Wed. | W  | G | V | Saldo | Ptn   |
| ------ | -------------------------------- | ---- | -- | - | - | ----- | ----- |
| 1.     | FC Blitz 1903 Liegnitz II        | 12   | 11 | 1 | 0 | 32:16 | 23:01 |
| 2.     | SpVgg 1896 Liegnitz II           | 12   | 6  | 3 | 3 | 33:22 | 15:09 |
| 3.     | Liegnitzer BC                    | 12   | 6  | 2 | 4 | 28:21 | 14:10 |
| 4.     | Reichsbahn SV Schlesien Liegnitz | 12   | 5  | 2 | 5 | 21:24 | 12:12 |
| 5.     | SC Jauer II                      | 12   | 4  | 2 | 6 | 30:28 | 10:14 |
| 6.     | VfB Liegnitz II                  | 12   | 2  | 2 | 8 | 14:21 | 06:18 |
| 7.     | SVgg Lüben                       | 12   | 1  | 2 | 9 | 08:34 | 04:20 |

|  | Geplaatst voor eindronde |

### Gau Wohlau
| Plaats | Club                           | Wed. | W | G | V | Saldo | Ptn   |
| ------ | ------------------------------ | ---- | - | - | - | ----- | ----- |
| 1.     | Vereinigte Sportfreunde Leubus | 6    | 3 | 2 | 1 | 07:10 | 08:04 |
| 2.     | Vgt. Spfr. Preußen Wohlau      | 6    | 3 | 1 | 2 | 11:07 | 07:05 |
| 3.     | SVgg 1920 Guhrau               | 6    | 2 | 1 | 3 | 06:06 | 05:07 |
| 4.     | VfB 1921 Herrnstadt            | 6    | 1 | 2 | 3 | 12:13 | 04:08 |

|  | Geplaatst voor eindronde                                               |
|  | Werd na dit seizoen overgeheveld naar de Midden-Silezische competitie. |

### Eindronde
| Plaats | Club                      | Wed. | W | G | V | Saldo | Ptn   |
| ------ | ------------------------- | ---- | - | - | - | ----- | ----- |
| 1.     | FC Blitz 1903 Liegnitz II | 3    | 2 | 1 | 0 | 10:05 | 05:01 |
| 2.     | SuTV Fraustadt            | 3    | 1 | 1 | 1 | 05:05 | 03:03 |
| 3.     | SVgg 1920 Guhrau          | 2    | 0 | 0 | 2 | 01:06 | 00:04 |

|  | Kampioen B-Klasse                           |
|  | Geplaatst voor Promotie/degradatie play-off |

Omdat Blitz Liegnitz II niet kon promoveren nam Fraustadt aan de play-off deel. 

## Promotie/degradatie eindronde
Heen
|               |                |       |                     |           |
| 17 april 1932 | SuTV Fraustadt | 2 – 4 | SpVgg 1896 Liegnitz | Fraustadt |
| 17 april 1932 |                |       |                     | Fraustadt |

Terug
|               |                     |       |                |          |
| 24 april 1932 | SpVgg 1896 Liegnitz | 3 – 3 | SuTV Fraustadt | Liegnitz |
| 24 april 1932 |                     |       |                | Liegnitz |